# Chrysiptera maurineae
Chrysiptera maurineae là một loài cá biển thuộc chi Chrysiptera trong họ Cá thia. Loài này được mô tả lần đầu tiên vào năm 2015.

## Từ nguyên
Từ định danh maurineae được đặt theo tên của Maurine Shimlock, một người bạn thân thiết với các tác giả, người nỗ lực thúc đẩy việc bảo tồn biển ở vịnh Cenderawasih và xung quanh bán đảo Đầu Chim thông qua các ấn phẩm báo chí và những bức ảnh chụp của cô.

## Phạm vi phân bố và môi trường sống
C. maurineae hiện chỉ được biết đến tại vùng biển phía tây của vịnh Cenderawasih, được tìm thấy ở độ sâu khoảng 5–12 m. Vị trí này là nơi tập trung nhiều loài sinh vật đặc hữu do sự biệt lập của nó trong quá khứ, gây ra bởi các chuyển động kiến tạo và biến đổi mực nước biển toàn cầu.

## Mô tả
Chiều dài lớn nhất được ghi nhận ở C. maurineae là 5 cm.
Cá con có màu xanh lam ở toàn bộ đầu, thân trước và một phần thân trên; phần thân còn lại có màu vàng, cũng như trên vây bụng và vây hậu môn. Mống mắt xanh lam có vạch đen băng ngang đồng tử, nối với một sọc đen từ trước mắt đến mõm. Đặc điểm giúp phân biệt cá con của C. maurineae với Chrysiptera oxycephala và Chrysiptera papuensis là màu xanh ở thân trên lan rộng đến rìa trên của cuống đuôi.
Cá trưởng thành có màu vàng tươi (trừ vùng gáy và một phần lưng trước sẫm nâu) với nhiều chấm nhỏ màu xanh lam trên khắp cơ thể. Các vây trong mờ, cũng màu vàng, trở nên phớt xanh về phía sau, riêng vây ngực không màu. Vây lưng và vây hậu môn có các hàng đốm màu xanh ngọc lam. Mắt có cặp sọc xanh ngọc băng ngang đồng tử. Chỉ C. maurineae là có màu vàng bao phủ gần như toàn bộ cơ thể. Màu nâu ở C. papuensis bao phủ toàn bộ đầu và phía trước của thân trên, rộng hơn vùng màu nâu của C. maurineae.
Số gai ở vây lưng: 13; Số tia vây ở vây lưng: 10–12; Số gai ở vây hậu môn: 2; Số tia vây ở vây hậu môn: 12–13; Số gai ở vây bụng: 1; Số tia vây ở vây bụng: 5; Số tia vây ở vây ngực: 14–15; Số lược mang: 30–33.

## Sinh thái học
Thức ăn của C. maurineae có thể là động vật giáp xác như các loài trong phức hợp oxycephala. Cá đực có tập tính bảo vệ và chăm sóc trứng như các loài cá thia khác; trứng có độ dính và bám chặt vào nền tổ.

### Trích dẫn
- Allen, Gerald R.; Erdmann, Mark V.; Cahyani, N. K. Dita (2015). "Review of the Chrysiptera oxycephala complex of damselfishes (Pomacentridae) with descriptions of three new species from the East Indian Archipelago" (PDF). Journal of the Ocean Science Foundation. Quyển 17. tr. 15–84. doi:10.5281/zenodo.891435.